# علاقة اجتماعية
في العلوم الاجتماعية، تعرف العلاقة الاجتماعية أو التفاعل الاجتماعي بأنها أي علاقة تنشأ بين فردين أو أكثر. إن العلاقات الاجتماعية القائمة على الاستقلالية الفردية تشكل أساس البناء الاجتماعي والموضوع الأساسي للتحليلات التي يقوم بها علماء الاجتماع. وتبرز الاستقصاءات الأساسية في طبيعة العلاقات الاجتماعية في أعمال علماء الاجتماع مثل ماكس فيبر في نظريته لـ العمل الاجتماعي.
إن تصنيف التفاعلات الاجتماعية يُسهل إجراء الأبحاث عن طريق الملاحظة وغيرها من الأبحاث الاجتماعية مثل "الجماعة المشتركة والمجتمع") والضمير الجمعي وما إلى ذلك، بيد أن المدارس المختلفة ونظريات علم الاجتماع وغيره من العلوم الاجتماعية تشكك في الأساليب المستخدمة في تلك الاستقصاءات.

## أشكال العلاقات والتفاعلات
يمكن أن نصف أشكال العلاقات والتفاعلات في علم الاجتماع وعلم الإنسان كما يلي: أولاً وبصورة أساسية هي سلوكيات شبيهة بسلوكيات الحيوانات, أي حركات الجسم المادية المختلفة. ثم هناك الأفعال - الحركات ذات المعنى والهدف. ثم هناك السلوكيات الاجتماعية أو الأفعال الاجتماعية، التي تتناول أشخاصًا آخرين (بصورة مباشرة أو غير مباشرة، والتي تستلزم استجابة من عامل آخر. ثم هناك الاتصال الاجتماعي، وهو زوج من الأفعال الاجتماعية والذي يشكل بداية التفاعلات الاجتماعية. وتشكل التفاعلات الاجتماعية بدورها حجر الأساس للعلاقات الاجتماعية. وتعمل الرموز على تعريف العلاقات الاجتماعية. فدون الرموز، لن تكون حياتنا الاجتماعية أكثر تعقيدًا عن حياة الحيوانات بعد الآن. فعلى سبيل المثال، دون الرموز لن يكون لنا خالات أو أخوال أو موظفون أو مدرسون أو حتى إخوة وأخوات. وباختصار، يحلل اختصاصيو الاندماجية الرمزية كيف تعتمد الحياة الاجتماعية على الطريقة التي نُعرف بها أنفسنا والآخرين. فهؤلاء الاختصاصيون يدرسون التفاعلات المباشرة ويختبرون كيف يرى الناس الحياة وكيف يحددون علاقاتهم.